# Graphocephala sasaima
Graphocephala sasaima är en insektsart som beskrevs av Young 1977. Graphocephala sasaima ingår i släktet Graphocephala och familjen dvärgstritar. Inga underarter finns listade i Catalogue of Life.